# Andrew
Andrew és una població dels Estats Units a l'estat d'Iowa. Segons el cens del 2000 tenia 460 habitants.

## Demografia
Segons el cens del 2000, Andrew tenia 460 habitants, 165 habitatges, i 120 famílies. La densitat de població era de 683,1 habitants per km².
Dels 165 habitatges en un 45,5% hi vivien nens de menys de 18 anys, en un 53,9% hi vivien parelles casades, en un 13,9% dones solteres, i en un 26,7% no eren unitats familiars. En el 23% dels habitatges hi vivien persones soles el 13,9% de les quals corresponia a persones de 65 anys o més que vivien soles. El nombre mitjà de persones vivint en cada habitatge era de 2,79 i el nombre mitjà de persones que vivien en cada família era de 3,2.
Per edats la població es repartia de la següent manera: un 34,6% tenia menys de 18 anys, un 6,3% entre 18 i 24, un 32,6% entre 25 i 44, un 13,9% de 45 a 60 i un 12,6% 65 anys o més.
L'edat mediana era de 32 anys. Per cada 100 dones de 18 o més anys hi havia 94,2 homes.
La renda mediana per habitatge era de 36.563 $ i la renda mediana per família de 35.938 $. Els homes tenien una renda mediana de 28.333 $ mentre que les dones 22.222 $. La renda per capita de la població era de 12.860 $. Entorn del 6,1% de les famílies i el 9,3% de la població estaven per davall del llindar de pobresa.

## Poblacions més properes
El següent diagrama mostra les poblacions més properes.